# Polypodium segregatum
Polypodium segregatum är en stensöteväxtart som beskrevs av Bak. Polypodium segregatum ingår i släktet Polypodium och familjen Polypodiaceae. Inga underarter finns listade.